# 清水照久
清水 照久（しみず てるひさ、1925年12月10日 - 1987年2月22日）は、日本の経営者、工学博士。富士電機社長、会長を務めた。

## 経歴
兵庫県出身。1948年に京都大学工学部を卒業し、同年に富士電機製造(のちの富士電機)に入社。1974年11月に取締役に就任し、1976年1月に常務、1979年6月に専務を経て、1981年6月に副社長に就任し、1986年6月に社長に昇格。
1983年4月に藍綬褒章を受章。
1987年2月22日急性心不全のために死去。61歳没。